# Dębno (gromada w powiecie chojeńskim)
Dębno – dawna gromada, czyli najmniejsza jednostka podziału terytorialnego Polskiej Rzeczypospolitej Ludowej w latach 1954–1972.
Gromady, z gromadzkimi radami narodowymi (GRN) jako organami władzy najniższego stopnia na wsi, funkcjonowały od reformy reorganizującej administrację wiejską przeprowadzonej jesienią 1954 do momentu ich zniesienia z dniem 1 stycznia 1973, tym samym wypierając organizację gminną w latach 1954–1972.
Gromadę Dębno z siedzibą GRN w mieście Dębnie (nie wchodzącym w jej skład) utworzono – jako jedną z 8759 gromad na obszarze Polski – w powiecie chojeńskim w woj. szczecińskim na mocy uchwały nr V/41/54 WRN w Szczecinie z dnia 5 października 1954. W skład jednostki weszły obszary dotychczasowych gromad Grzymiradz, Mostno, Oborzany i Smolnica ze zniesionej gminy Dębno oraz obszar dotychczasowej gromady Wysoka ze zniesionej gminy Boleszkowice w tymże powiecie i województwie, a także obszar dotychczasowej gromady Barnówko ze zniesionej gminy Lubiszyn w powiecie gorzowskim w woj. zielonogórskim. Dla gromady ustalono 22 członków gromadzkiej rady narodowej.
31 grudnia 1959 do gromady Dębno włączono lasy państwowe Nadleśnictwa Dębno (oddziały 1, 2, 4, 5, 6, 14, 15, 16, 17, 24, 25, 26, 27, 34, 35, 36, 37, 41, 42, 43, 44, 45, 70, 71, 75, 76, 77 i 81) o ogólnym obszarze 823,69 ha z gromady Warnice w tymże powiecie.
1 stycznia 1972 do gromady Dębno włączono miejscowości Smoliniec Mały, Smoliniec Wielki i Warnice ze zniesionej gromady Warnice w tymże powiecie.
Gromada przetrwała do końca 1972 roku, czyli do kolejnej reformy gminnej. 1 stycznia 1973 w powiecie chojeńskim reaktywowano gminę Dębno (od 1999 gmina Dębno znajduje się w powiecie myśliborskim).